# Фолс-Черч
Фолс-Черч (англ. Falls Church) — незалежне місто в США,  в штаті Вірджинія. Населення — 14 658 осіб (2020). Статус міста з 1875 року. Передмістя Вашингтона.

## Географія
Фолс-Черч розташований за координатами 38°53′2″ пн. ш. 77°10′29″ зх. д. / 38.88389° пн. ш. 77.17472° зх. д. ( 38.883787, -77.174639).  За даними Бюро перепису населення США в 2010 році місто мало площу 5,18 км², з яких 5,18 км² — суходіл та 0,00 км² — водойми.

## Демографія
Згідно з переписом 2010 року, у місті мешкали 12 332 особи в 5101 домогосподарстві у складі 3199 родин. Густота населення становила 2382 особи/км².  Було 5489 помешкань (1060/км²). 
Расовий склад населення:
| - 79,9 % — білих - 9,4 % — азіатів - 4,3 % — чорних або афроамериканців - 0,3 % — корінних американців - 2,1 % — осіб інших рас |

До двох чи більше рас належало 4,0 %. Іспаномовні складали 9,0 % від усіх жителів.
За віковим діапазоном населення розподілялося таким чином: 24,7 % — особи молодші 18 років, 64,8 % — особи у віці 18—64 років, 10,5 % — особи у віці 65 років та старші. Медіана віку мешканця становила 39,0 року. На 100 осіб жіночої статі у місті припадало 96,1 чоловіків;  на 100 жінок у віці від 18 років та старших — 92,5 чоловіків також старших 18 років.
Середній дохід на одне домашнє господарство  становив 164 844 долари США (медіана — 120 522), а середній дохід на одну сім'ю — 202 897 доларів (медіана — 165 430). Медіана доходів становила 114 651 долар для чоловіків та 62 089 доларів для жінок. За межею бідності перебувало 2,7 % осіб, у тому числі 2,8 % дітей у віці до 18 років та 4,1 % осіб у віці 65 років та старших.
Цивільне працевлаштоване населення становило 7347 осіб. Основні галузі зайнятості: науковці, спеціалісти, менеджери — 27,3 %, публічна адміністрація — 21,9 %, освіта, охорона здоров'я та соціальна допомога — 13,4 %, фінанси, страхування та нерухомість — 7,4 %.

## Економіка
У місті розташована штаб-квартира великої військово-промислової компанії General Dynamics.